# Punkt w nieskończoności w geometrii hiperbolicznej
Klasa równoważności zbioru promieni względem ich równoległości.
Równoległość promieni jest relacją równoważności w zbiorze wszystkich promieni geometrii hiperbolicznej. Klasa równoważności tej relacji zawiera wszystkie promienie równoległe do pewnego ustalonego i możemy ją przyjąć za punkt w nieskończoności.

## Model Poincarégo
W modelu Poincarégo geometrii hiperbolicznej {\displaystyle {\mathcal {H}}} promienie równoległe, to:
1. łuki półokręgów o końcach położonych na absolucie, których jeden z końców jest ustalonym punktem absolutu
2. łuk półokręgu o końcach położonych na absolucie, którego jeden z końców leży na absolucie oraz odcinek prostopadły do absolutu, którego jeden z końców leży na absolucie
3. dwa promienie zawarte w prostych (hiperbolicznych) będących w półpłaszczyźnie euklidesowej promieniami prostopadłymi do absolutu o wierzchołku na tym absolucie

Punktami w nieskończoności są więc w tym modelu punkty absolutu oraz punkt odpowiadający promieniom z punktu 3.

Zbiór promieni równoległych do danego wyznacza dokładnie jeden punkt w nieskończoności (na rysunku tym punktem jest punkt absolutu modelu Poincaré).
Pęk prostych równoległych w modelu Poincarégo. Zbiór prostych, które mają jeden punkt wspólny w nieskończoności leżący na absolucie.
W modelu Poincarégo proste hiperboliczne (zielone) odpowiadające euklidesowym półprostym otwartym prostopadłym do absolutu są równoległe. Wyznaczają one punkt w nieskończoności {\displaystyle M_{\infty }} nie należący do absolutu. Jest on klasą równoważności półprostych hiperbolicznych zawartych w tych prostych.